# Кубок Азербайджана по футболу 2013/2014
Кубок Азербайджана по футболу 2013/14 годов (азерб. Azərbaycan Milli Futbol Kuboku) был 22-м по счёту и проводился по системе с выбыванием, начиная с 1/16 финала.

## Первый раунд
| Дата       | Хозяева       | Счёт     | Гости               |
| ---------- | ------------- | -------- | ------------------- |
| 23.10.2013 | Шуша          | 4:2      | Шахдаг              |
| 23.10.2013 | МКТ-Араз      | 4:2      | Локомотив-Баладжары |
| 23.10.2013 | МОИК          | 1:3      | Карадаг Локбатан    |
| 30.10.2013 | Араз-Нахчыван | 1:0 д.в. | Ахсу                |

## Второй раунд (1/8 финала)
| Дата       | Хозяева          | Счёт                | Гости    |
| ---------- | ---------------- | ------------------- | -------- |
| 04.12.2013 | Интер            | 7:0                 | Шуша     |
| 04.12.2013 | Нефтчи           | 1:0                 | Кяпаз    |
| 04.12.2013 | Карадаг Локбатан | 2:5                 | Ряван    |
| 04.12.2013 | Баку             | 2:1                 | Сумгаит  |
| 04.12.2013 | МКТ-Араз         | 1:2                 | Габала   |
| 04.12.2013 | Карабах          | 1:0                 | АЗАЛ     |
| 04.12.2013 | Араз-Нахчыван    | 2:2 д.в. (пен. 4:2) | Симург   |
| 04.12.2013 | Хазар-Ленкорань  | 4:0                 | Нефтчала |

## 1/4 финала
| Дата 1 матча | Дата 2 матча | Хозяева       | Счёт 1 матча | Счёт 2 матча        | Гости           |
| ------------ | ------------ | ------------- | ------------ | ------------------- | --------------- |
| 12.03.2014   | 19.03.2014   | Интер         | 1:1          | 0:0                 | Нефтчи          |
| 12.03.2014   | 19.03.2014   | Ряван         | 0:1          | 1:0 д.в. (пен. 9:8) | Баку            |
| 12.03.2014   | 19.03.2014   | Габала        | 0:0          | 2:1                 | Карабах         |
| 12.03.2014   | 19.03.2014   | Араз-Нахчыван | 1:1          | 0:1                 | Хазар-Ленкорань |

## 1/2 финала
| Дата 1 матча | Дата 2 матча | Хозяева | Счёт 1 матча | Счёт 2 матча | Гости           |
| ------------ | ------------ | ------- | ------------ | ------------ | --------------- |
| 16.04.2014   | 24.04.2014   | Нефтчи  | 1:1          | 3:1          | Ряван           |
| 16.04.2014   | 24.04.2014   | Габала  | 3:0          | 1:1          | Хазар-Ленкорань |

## Финал
22 мая 2013 года
| № | Команда | итог                | Команда |
| - | ------- | ------------------- | ------- |
| 1 | Габала  | 1:1 д.в. (3:4 пен.) | Нефтчи  |

Матч прошёл на Республиканском стадионе имени Тофика Бахрамова, на котором присутствовало 22000 зрителей.
| Обладатель Кубка Азербайджана-2013/14 |
| ------------------------------------- |
| Нефтчи (Баку) 7-й титул               |